# Ремінь безпеки

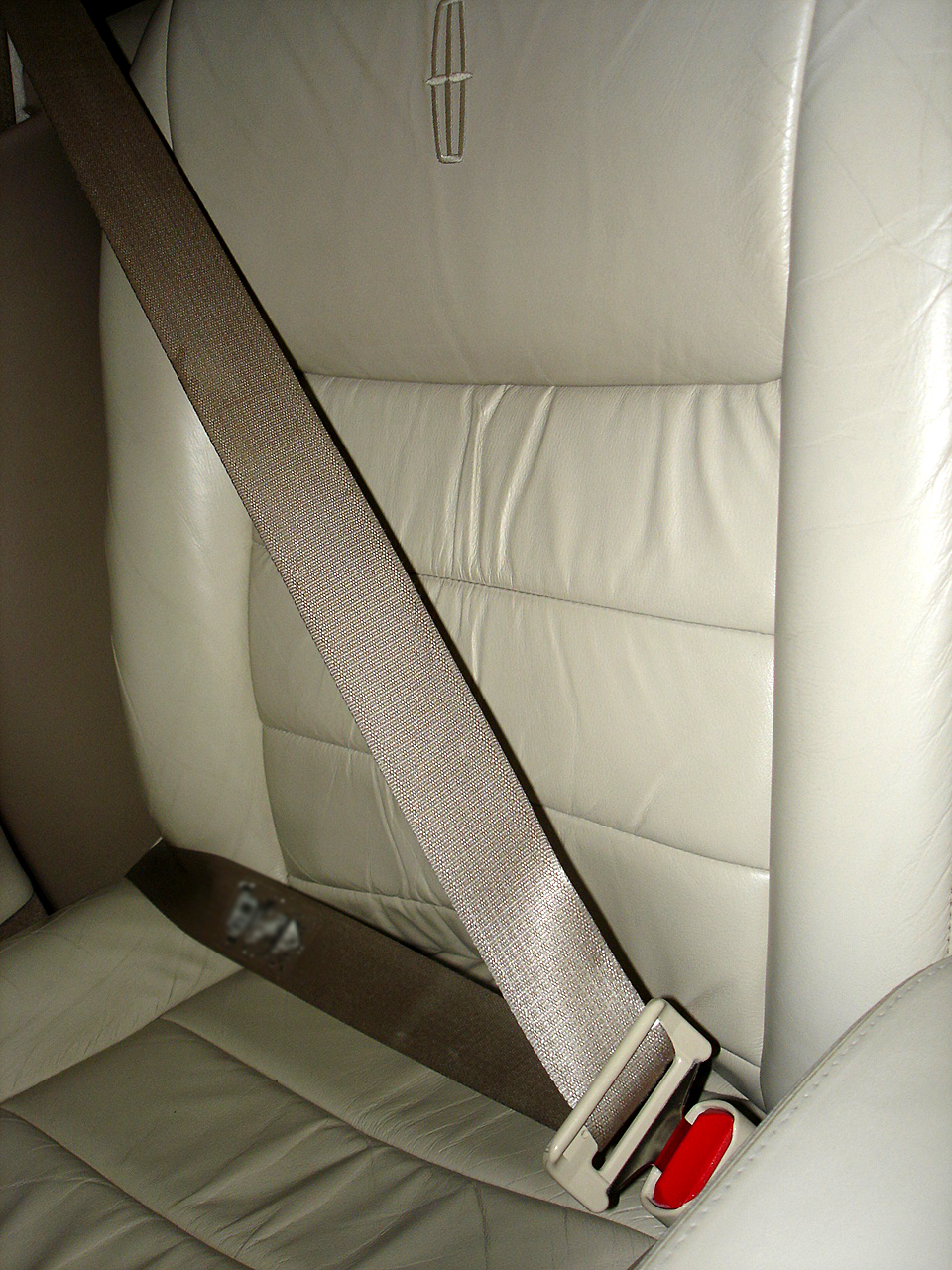
Триточковий ремінь безпеки в автомобілі

Ремінь безпе́ки, або ж пасок безпеки (англ. seat belt) — засіб пасивної безпеки, призначений для утримання пасажира (водія) автомобіля (чи іншого транспортного засобу) на місці у випадку аварії або раптової зупинки.

## Загальна інформація
Застосування ременя безпеки запобігає переміщенню пасажира по інерції, і, відповідно, можливим його зіткненням з деталями інтер'єру транспортного засобу або з іншими пасажирами (так звані вторинні удари), а також гарантує, що пасажир перебуватиме в положенні, що забезпечує безпечне розкриття подушок безпеки. Крім цього, ремені безпеки при аварії дещо розтягуються, тим самим поглинаючи кінетичну енергію пасажира і додатково гальмуючи його рух, і розподіляють зусилля гальмування на велику поверхню. Розтягування ременів безпеки здійснюється за допомогою пристроїв подовження і амортизації, забезпечених енергопоглинальними засобами. Можливе також використання в ременях безпеки автоматичних пристроїв створення натягу.
Ремені безпеки зменшують ризик загибелі водія і пасажирів залежно від типу аварії від 2 (лобове і бокове зіткнення) до 5 разів (перекидання). В Україні згідно з Правилами дорожнього руху використання ременів безпеки є обов'язковим для водія і всіх пасажирів, в тому числі тих, що перебувають на задньому сидінні. Дозволяється не пристібатися особі, яка навчає водінню, якщо за кермом учень, а в населених пунктах, крім того, водіям-інвалідам, водіям і пасажирам оперативних та спеціальних транспортних засобів і таксі.

## Історична довідка

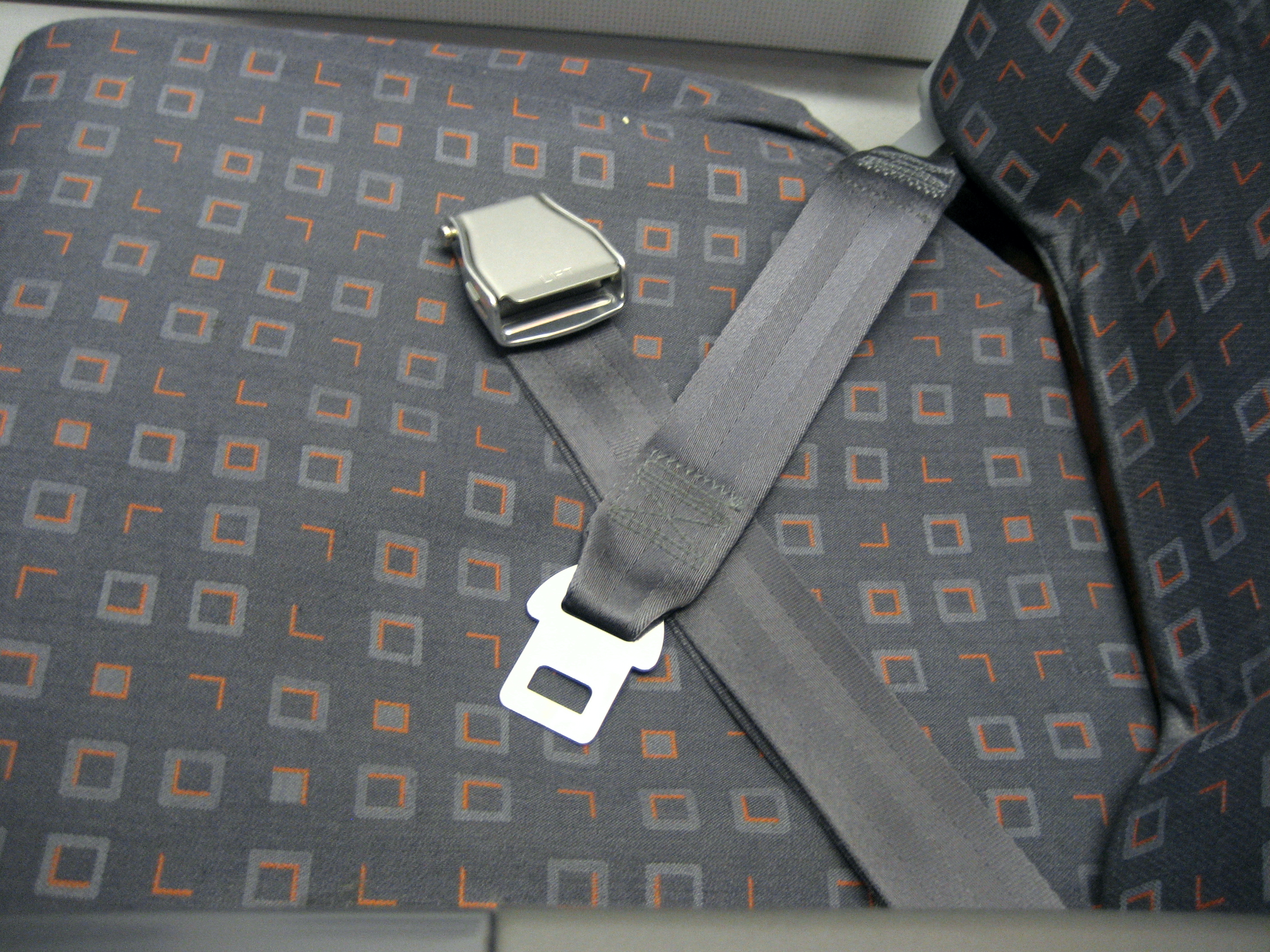
Ремінь безпеки в пасажирському салоні літака

Першим на початку XIX ст. ремені безпеки запропонував використовувати англійський винахідник Джордж Кейлі. В 1885 році Едварду Клекхорну (англ. Edward J. Claghorn) у США було видано перший патент на такий винахід.
11 травня 1903 року винахід «захисних автомобільних шлейок» для пасажирів у транспортному засобі запатентував Гюстав-Дезіре Лево (фр. Gustave-Désiré Leveau).
У 1913 році вперше в історії авіації ремінь застосував французький пілот Адольф Пегу, однак аж до 1930-х років ремені безпеки у літаках не використовувались. На початку 1920-х років ременями безпеки почали користуватися автогонщики та через незручність для щоденного використання вони не знайшли поширення на серійних авто.
Наприкінці 1950-х інженер з безпеки шведської автомобільної компанії Volvo Нільс Болін, що раніше працював в авіапромисловості, розробив конструкцію триточкового ременя безпеки. Після річного тестування Болін встановив, що найкраще пасажира утримує на сидінні ремінь, що протягнутий через плече до стегна, який до того ж можна застібувати однією рукою. Патент на новий тип автомобільного ременя № 3043625 було ним отримано у 1959-му, а через 10 років, Болін уже очолив Центральний науково-дослідний відділ компанії Volvo. Новий ремінь Volvo представила у 1959 році. У 1985 році Німецьке патентне відомство відзначило винахід Нільса Боліна у числі восьми винаходів, що принесли людству найбільшу користь за останні 100 років. Геніальність рішення винахідника полягала у тому, що йому вдалося сумістити високий рівень безпеки з комфортом — лише після цього водії та пасажири погодились на використання ременів.
У 1957 році Швеція стала першою країною у світі, що узаконила використання ременів безпеки. У 1961 це зробив американський штат Вісконсин, а з 1 квітня 1970 року влада Франції зобов'язала автовиробників встановлювати ремені безпеки на передніх сидіннях нових автомобілів. В тому ж році зробили використання ременів безпеки обов'язковим Республіка Берег Слонової Кістки і австралійський штат Вікторія. На території України (тоді у складі СРСР) водіїв і пасажирів легкових автомобілів зобов'язали використовувати ремені безпеки з 1979 року.
З часом конструкція ременів безпеки удосконалювалась, вони стали саморегульованими і встановлювались не лише на передніх, але і на задніх сидіннях.

## Типи ременів безпеки

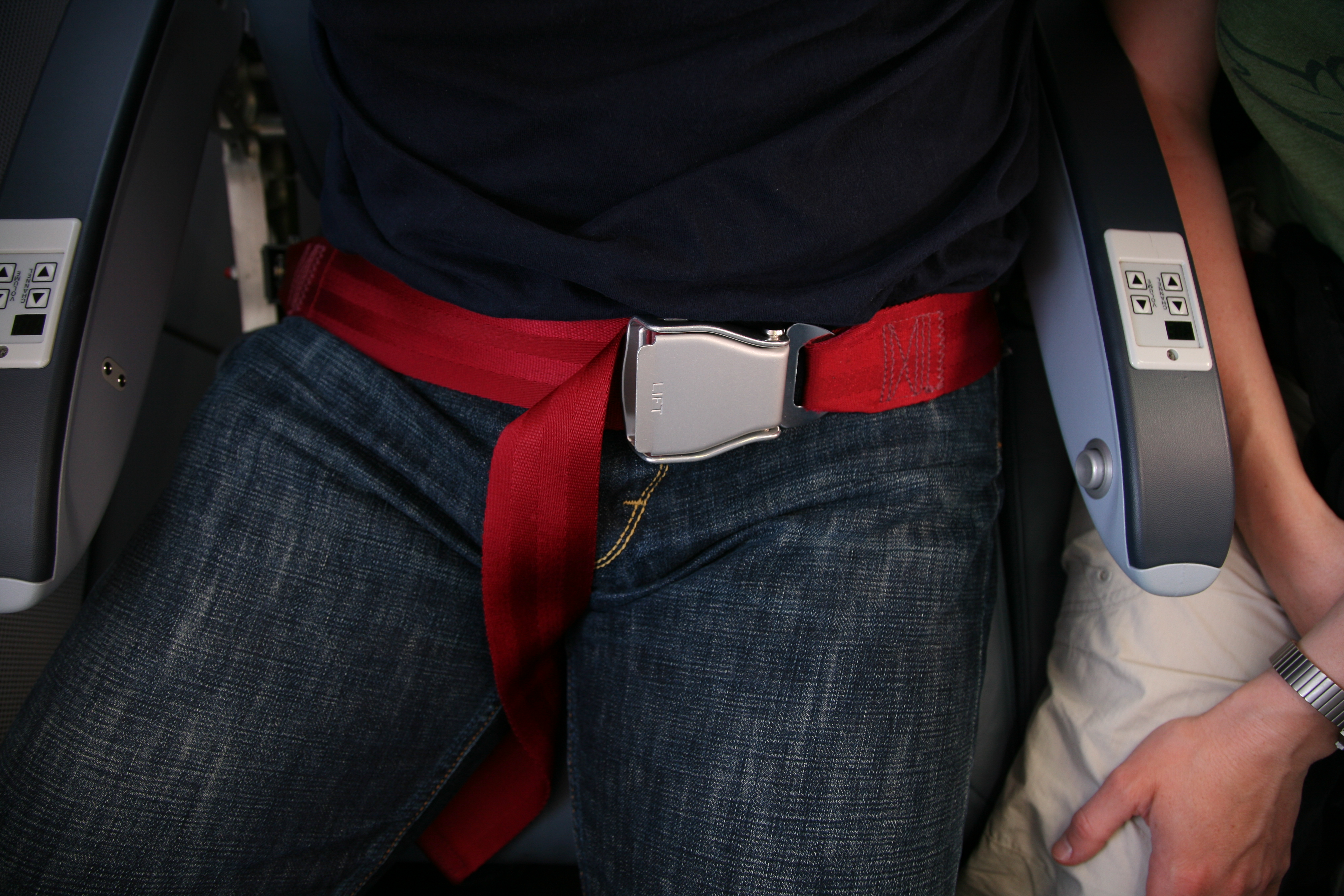
Двоточковий поясний ремінь на пасажирському сидінні літака

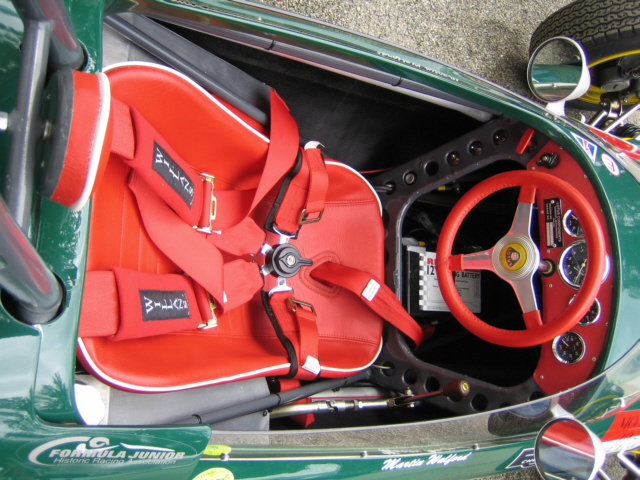
П'ятиточковий ремінь безпеки на гоночному автомобілі Lotus 22

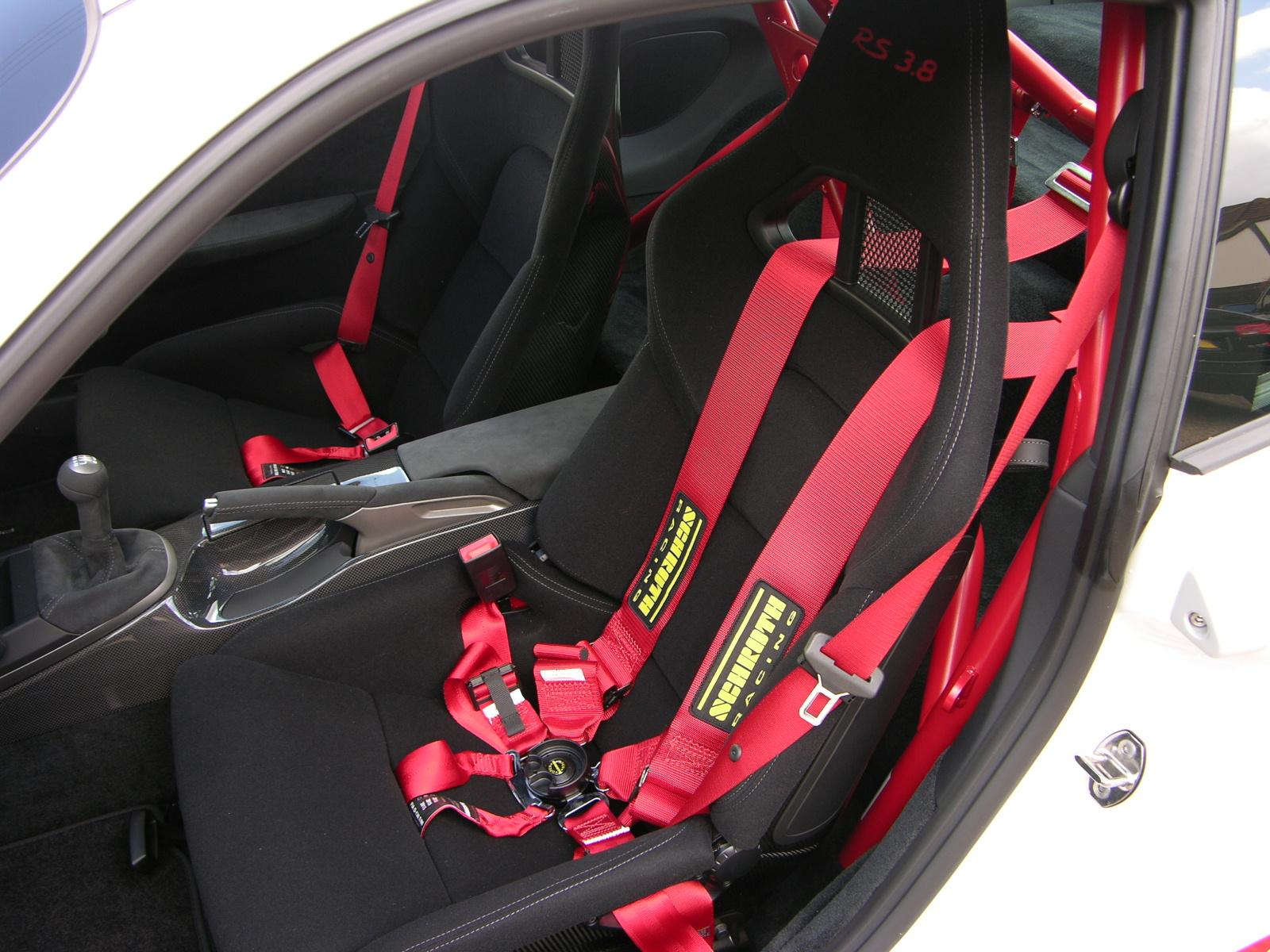
Шеститочковий ремінь безпеки спортивного автомобіля Porsche 997 GT3

За числом місць кріплення до каркаса ремені безпеки поділяють на дво-, три-, чотири-, п'яти і, навіть, шеститочкові.

### Двоточкові
Двоточкові ремені безпеки бувають двох типів: поясні та плечові.

#### Поясні
На початку 1950-х років американський конструктор Кеннет Лігон і його брат Боб Лігон запатентували швидкознімний ремінь безпеки для автомобілів, який мав дві точки кріплення з обох боків сидіння і забезпечував фіксацію тіла навколо пояса. Цим винаходом зацікавилися на заводі Генрі Форда, і починаючи з 1956 року ремені братів Лігон стали встановлюватися як опція на автомобілі Форд.
Двоточковий поясний ремінь встановлювався на автомобілях випуску 1960-х років. Такі ремені безпеки можна зустріти як середній ремінь на задньому сидінні деяких автомобілів випуску попередніх років, на деяких автобусах, а також на пасажирських місцях в літаках, оскільки, утримуючи пасажира у сидінні, тим не менше забезпечують можливість вільного вибору пози для безпечної посадки.

#### Плечові
Двоточковий плечовий ремінь проходить діагонально від плеча до стегна. Застосовувалися в автомобілях 1960-х років, але не були дуже вдалими, оскільки при аварії пасажир міг легко вислизнути з-під такого ременя.

#### Поєднання поясного і плечового ременів
Окремо слід сказати про ремені безпеки американських авто, що встановлювались досить тривалий період. Вони зазвичай складались з двох окремих ременів — діагонального та поперекового (поясного), і пристібались індивідуально. Використання лише одного з них призводило до тяжких наслідків. За даними Американської Медичної Асоціації, ймовірність пошкодження грудної клітини при застібанні лише діагонального (плечового) ременя зростає втричі, ніж у випадку використання обох ременів. Застосування тільки плечового ременя небезпечніше і в інших випадках. Так, при лобовому зіткненні пошкодження грудей у пасажирів, пристебнутих плечовим ременем, реєструвались у сім разів частіше, ніж у не пристебнутих. Щоб ремені безпеки такої конструкції дійсно виконували свою функцію, слід було пристібати обидва ремені — поясний і плечовий.

### Триточкові

#### Перевага
Триточковий ремінь поєднує в собі плечовий і поясний ремені, але при цьому являє собою єдиний відрізок ременя, по якому переміщається пряжка, що забезпечує зручність пристібання чи відстібання. При аварії зусилля гальмування розподіляється по значній поверхні грудей, плечей і стегнового поясу, що значно полегшує перенесення зіткнення. Триточковий ремінь за винаходом Нільса Боліна вперше був застосований в серійному автомобілі Volvo PV 544 в 1959 році.

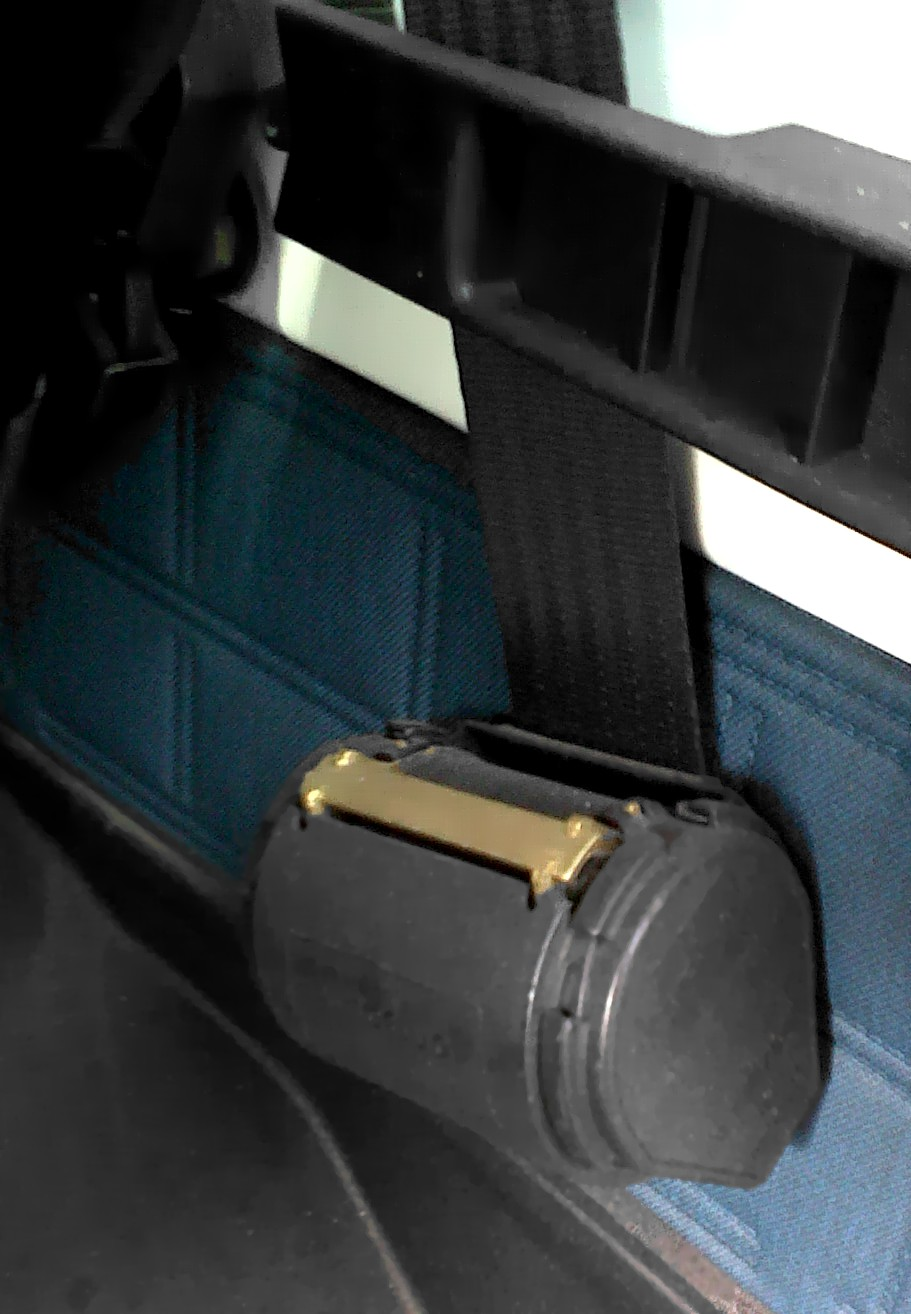
Інерційна витягувальна котушка

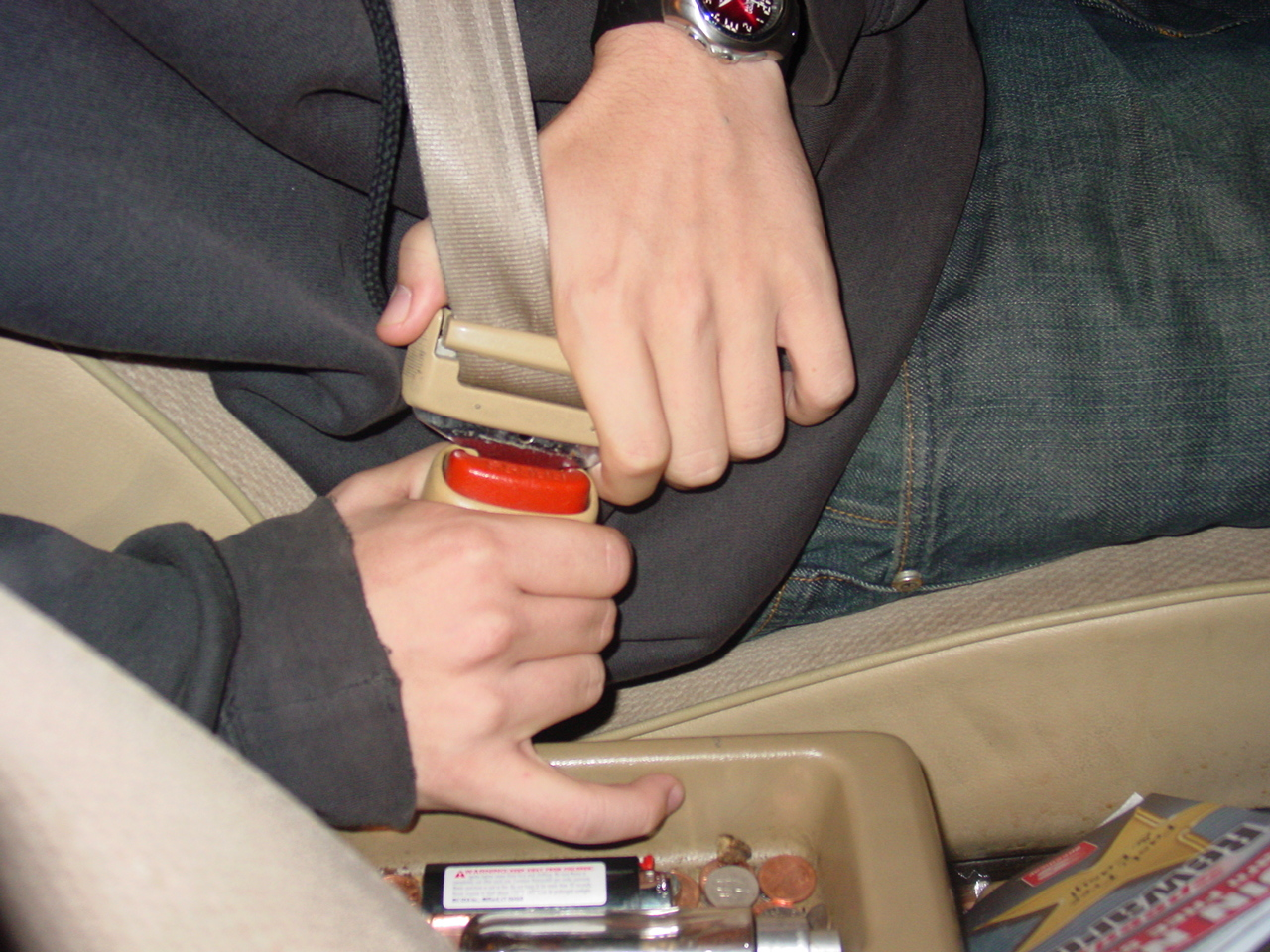
Замикання ременя у замку

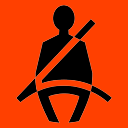
Знак індикації ременя безпеки на панелі приладів автомобіля

До 1980-х років триточкові ремені переважно використовувалися тільки на передніх сидіннях автомобілів; задні сидіння були обладнані або поясними, або плечовими ременями безпеки. Однак свідчення на користь того, що поясні ремені можуть призвести до зміщення хребців і паралічу («синдром ременя безпеки») призвели до перегляду правил безпеки практично у всіх розвинених країнах, і було прийнято вимогу обладнання триточковими ременями всіх сидінь. З 1 вересня 2007 року всі нові автомобілі, що продаються у США, оснащуються триточковими ременями.

#### Конструкція
Триточковий ремінь безпеки складається з лямки, замка і втягувальної котушки.
Лямка ременя безпеки виготовляється з міцного матеріалу. Лямка кріпиться до кузова за допомогою спеціальних пристроїв у трьох точках: на стійці, на порозі і на спеціальній тязі із замком. Для адаптації ременя до росту конкретної людини в багатьох конструкціях передбачається регулювання верхньої точки кріплення за висотою.
Замок забезпечує замикання ременя безпеки і встановлюється біля сидіння автомобіля. Для з'єднання з замком на лямці виконаний рухомий металевий язичок. Для нагадування про необхідність застосування ременя безпеки в конструкції замка передбачається вимикач, який включений в ланцюг аудіовізуальної сигнальної системи. Попередження відбувається за допомогою сигнальної лампи на приладовій панелі і звукового сигналу. Алгоритм роботи даної системи має відмінності у різних автовиробників.
Втягувальна котушка (для інерційних ременів безпеки) забезпечує примусове розмотування і автоматичне змотування ременя безпеки. Вона кріпитися на/у стійці кузова автомобіля. Котушка оснащена інерційним механізмом блокування, який зупиняє рух ременя в котушці при аварії. Використовується два способи блокування — в результаті руху (інерції) автомобіля і в результаті руху самого ременя безпеки. Ремінь можна витягнути з барабана котушки лише повільно без прискорення.
Також існують ремені з натягувачем, який автоматично спрацьовує під час аварії: він регулює силу утримання людини ременем. Натягувач ременя безпеки призначений для завчасного запобігання переміщенню тіла людини вперед при аварії. Це досягається за рахунок змотування і зменшення свободи прилягання ременя безпеки.
Натягувач забезпечує змотування лямки ременя зі швидкістю порядку 10 м/с. Натягувачі зазвичай монтують на замку ременя безпеки, або іноді на витягувальному пристрої ременя безпеки.

### Багатоточкові ремені безпеки
Ремені безпеки з чотирма і більше точками кріплення використовуються в кабінах спортивних літаків, гоночних автомобілів, для закріплення дітей у дитячих автомобільних кріслах тощо. В гоночних автомобілях п'яти- і шести точкові ремені безпеки служать, крім основного призначення як додатковий засіб бокового підтримання тіла водія на водійському сидінні.

## Застосування ременів безпеки

### Обов'язковість ременів безпеки
У більшості країн правилами дорожнього руху узаконена вимога обов'язково використовувати ремені безпеки (за умови, що транспортний засіб обладнано ними). В Україні Правила дорожнього руху вимагають обов'язкове використання ременів безпеки для водія та всіх пасажирів, у тому числі і на задньому сидінні:
|  | Для забезпечення безпеки дорожнього руху водій зобов'язаний: ... в) на автомобілях, обладнаних засобами пасивної безпеки (підголовники, ремені безпеки), користуватися ними і не перевозити пасажирів, не пристебнутих ременями безпеки. Дозволяється не пристібатися особі, яка навчає водінню, якщо за кермом учень, а в населених пунктах, крім того, водіям-інвалідам, водіям і пасажирам оперативних та спеціальних транспортних засобів і таксі; |

Правила дорожнього руху забороняють експлуатувати автомобіль, якщо:
|  | ж) відсутні ремені безпеки та підголовники в транспортних засобах, де їх установка передбачена конструкцією; з) ремені безпеки не в робочому стані або мають видимі надриви на лямках; |

Забороняється експлуатація транспортного засобу, якщо є видимі неозброєним оком надриви стрічки лямок, якщо не фіксується язичок лямки у замку або не відбувається його викидання після натискання на кнопку замикального пристрою, лямка не витягується або втягується в інерційну котушку, при екстреному гальмуванні автотранспортного засобу з початковою швидкістю гальмування 15—20 км/год не відбувається блокування лямки в інерційній котушці. За наявності яких-небудь з перерахованих несправностей потрібно замінити ремені безпеки.
Всі ремені, що піддавалися критичним навантаженням в результаті дорожньо-транспортної пригоди (при значних деформаціях кузова), повинні бути обов'язково замінені.
Порушення правил користування ременями безпеки або мотошоломами — тягне за собою накладення штрафу від трьох до п'яти неоподатковуваних мінімумів доходів громадян.

### Ремені безпеки та дитячі автомобільні крісла

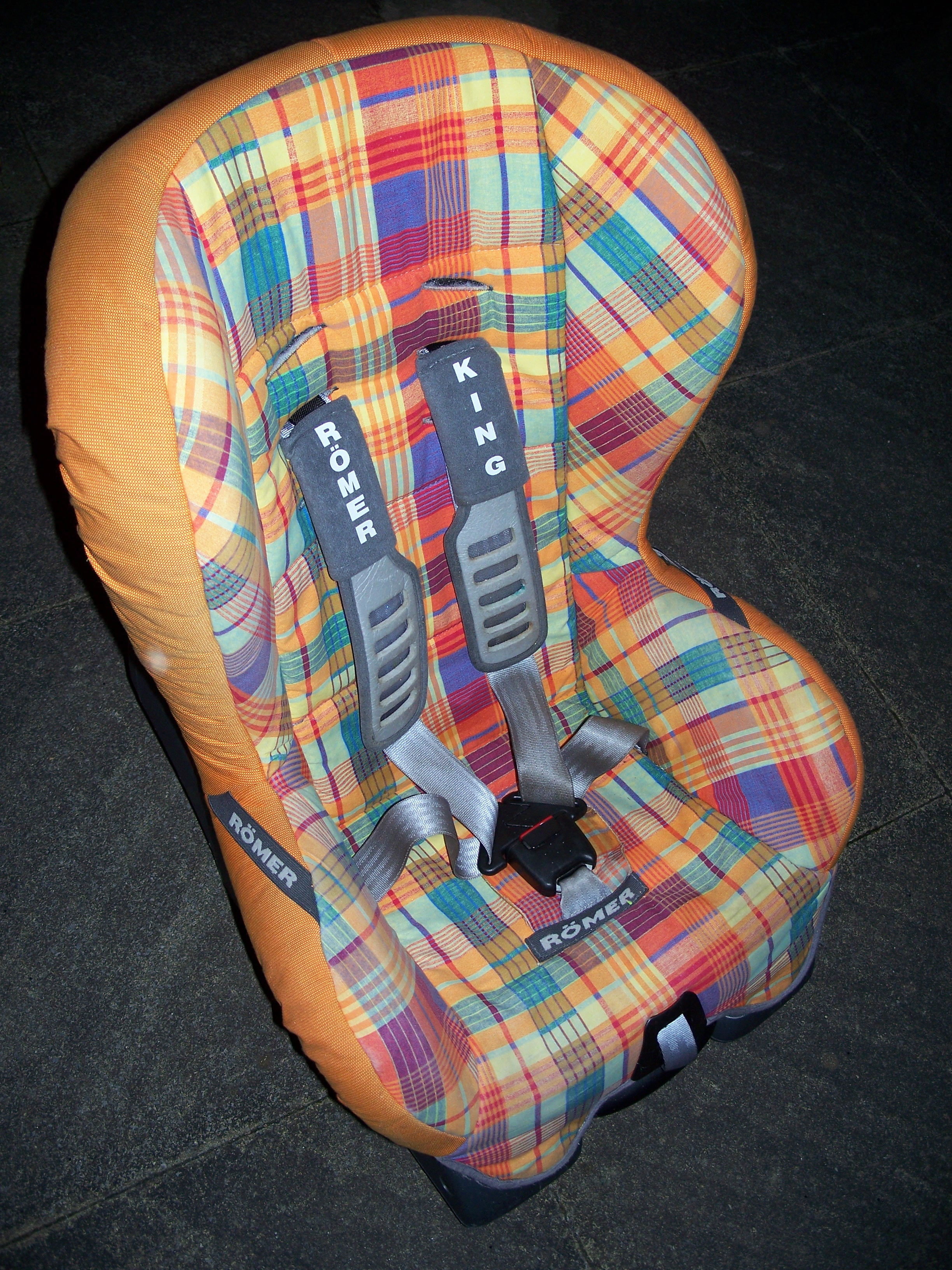
П'ятиточковий ремінь безпеки у дитячому автокріслі

Штатні ремені безпеки розраховані на габарити дорослої людини. Їх використання без додаткових пристосувань для фіксації дітей при аварії може призвести до перелому хребта, так як дитячі шийні хребці ще не зміцніли і при зіткненні не здатні утримати важку голову. Діти на штатних сидіннях, пристебнуті звичайними триточковими ременями безпеки, отримують травми у п'ять разів частіше, ніж діти, що сидять в дитячих сидіннях, підібраних за ростом та комплекцією.
Чинні в Україні «Правила дорожнього руху» з 2008 року містять пункт 21.11.б, за яким дітей, зріст яких менше 145 см або тих, що не досягли 12-річного віку, забороняється перевозити:
- у транспортних засобах, обладнаних ременями безпеки, без використання спеціальних засобів, що дають змогу пристебнути дитину за допомогою ременів безпеки, передбачених конструкцією цього транспортного засобу;
- на передньому сидінні легкового автомобіля — без використання зазначених спеціальних засобів.

### Використання сумісно з подушкою безпеки
Використання ременів безпеки є обов'язковим при наявності поряд з місцем водія або пасажира хоча б однієї подушки безпеки. Алгоритм розкриття подушок розробляється в припущенні, що водій (пасажир) під час їх розкриття пристебнутий ременем. Тому спрацьовування подушок в момент неконтрольованого різкого зсуву тіла людини при аварії може привести до непередбачуваних наслідків. Наприклад, при фронтальному ударі не пристебнутий водій отримає подушкою безпеки удар в голову, із силою, що перевищує удар об передню панель. У деяких сучасних автомобілях розкриття подушок безпеки при не пристебнутому ремені блокується.

## Ефективність ременів безпеки
Близько 70 % спасінь в критичних аваріях забезпечують саме ремені безпеки (для порівняння: подушки безпеки — 20 %).
Застосування ременя безпеки зменшує ризик загибелі водія:
- при фронтальному (лобовому) зіткненні — у 2,3 рази;
- при бічному ударі — у 1,8 рази;
- при перекиданні — у 5 разів. При перекиданні автомобіля ремені дозволяють уникнути ударів об внутрішні частини автомобіля, фіксуючи положення пасажирів[1].

Застосування ременів безпеки знижує ймовірність загибелі та отримання важких травм для пасажирів:
- переднього сидіння — на 40-50 %;
- заднього сидіння — на 25 %.

Для найбільшої ефективності слід пристібатися водієві і всім пасажирам, оскільки не пристебнутий пасажир під час аварії починає на великій швидкості переміщатися по салону і своїм тілом може завдати важких травми водієві та іншим пасажирам.

## Удосконалення ременів безпеки
Основним недоліком використання ременів безпеки є ймовірність отримання травми грудної клітки при ударах великої інтенсивності або при порушенні правил їх використання.
У даному випадку виникає проблема застосування в ременях безпеки ефективніших технологій захисту людини від лобових зіткнень і багаторазових перекидань. Перевантаження, що при цьому виникають необхідно зменшити багаторазово з використанням новітніх технологій. Ці технології можуть бути реалізовані пристроями подовження і амортизації або комбінованими технологіями безпеки.
Пристрої подовження і амортизації ременя безпеки забезпечують можливість зниження ударної та вібраційного навантаження на людину і частково на апаратуру, розміщену в автомобілі. Зниження ударного та вібраційного навантаження досягається за рахунок ефективного енергопоглинання, а також зміни напряму векторів кінетичної енергії, що впливають на людину.
Технічні рішення таких пристроїв для ременів безпеки можуть бути наступними.

### Пристрої подовження ременя безпеки
Пристрої подовження ременя безпеки призначені для зниження кінетичної енергії людини і реалізують цикли подовження і фіксації ременя в разі аварії з можливістю управління енергією впливу на людину. Можливі також цикли повторного подовження і амортизації.
Пристрої подовження, як правило, розміщені в нижній частині ременя безпеки і містять пристрої, що забезпечують подовження ременя при заданому динамічному навантаженні на певну довжину. Цим подовженням знижується ударне навантаження на людину.
Пристрої подовження ременя безпеки можуть бути виконані у вигляді:
- зафіксованої петлі у стрічці ременя безпеки, скріпленої спеціальними нитками, що розриваються при певному навантаженні, обмежуючи цим навантаження на тіло;
- вільного кінця ременя безпеки, закріпленого в пристрої фіксації;
- додаткового троса у пристрої подовження;
- пристрою переміщення уздовж стрічки ременя безпеки;
- пристрою розтягування ременя безпеки;
- пристрої проковзування ременя безпеки.

Можливі також інші технічні рішення, що використовуються в пристроях подовження, що забезпечують при певному граничному навантаженні подовження ременя безпеки на задану довжину.

### Амортизація ременя безпеки
Здійснюється за допомогою пружних елементів, розміщених в пристрої фіксації, що дозволяє захищати людини і апаратуру від тривалих ударних і вібраційних навантажень незначної амплітуди при їзді по пересіченій місцевості.
Пристрої амортизації можуть бути виконані у вигляді найпростіших пружин або еластичного фрагмента стрічки ременя безпеки. Амортизатор однієї своєю частиною повинен бути з'єднаний з стрічкою ременя безпеки, а другою своєю частиною — з пристроєм фіксації у вигляді звичайної засувки.